# Henryk Górecki
Henryk Mikołaj Górecki (Czernica, 6 dicembre 1933 – Katowice, 12 novembre 2010) è stato un compositore polacco.

## Biografia e attività artistica
Nato a Czernica, nel sud della Polonia, Górecki ha cominciato a studiare musica solo a metà degli anni Cinquanta all'Accademia Superiore di Katowice. Il compositore terminò i suoi studi a Parigi all'inizio degli anni Sessanta, avendo così l'occasione di scoprire le composizioni di Anton Webern, Olivier Messiaen e Karlheinz Stockhausen. In seguito trascorse la maggior parte del suo tempo in Polonia, intento ad insegnare musica e soprattutto a comporre in uno stile profondamente marcato dalla cultura e dall'anima del suo paese, oltremodo di avanguardia.
La musica di Górecki presenta una grande varietà di stili, ma tende a essere armonicamente e ritmicamente molto semplice. Le sue prime opere si avvicinano allo strutturalismo di Pierre Boulez e di altri autori coevi, ma in seguito si avvicina sempre di più alla corrente minimalista. Similmente ad Arvo Pärt, a cui egli stesso si è a volte paragonato, e a John Tavener, la sua musica riflette spesso le sue convinzioni cattoliche (ad esempio il Miserere opus 44, brano per coro del 1981); fu infatti proprio per questi autori che venne coniato il termine di minimalismo sacro.
La sua opera attualmente più nota è la Sinfonia n. 3 per soprano e orchestra, opus 36 (1976), detta Sinfonia dei Canti Lamentosi (Symphony of the Sorrowful Songs). Essa è composta di tre movimenti; il canto del primo movimento (lento - sostenuto tranquillo ma cantabile) è un compianto della Vergine sul Cristo morente, risalente al XV secolo, il secondo movimento (lento e largo - tranquillissimo) utilizza un'iscrizione incisa sul muro di una prigione della Gestapo, a Zakopane, da Helena Błażusiakówna, una prigioniera diciottenne; mentre il terzo movimento (lento - cantabile-semplice) riprende una canzone tradizionale polacca, in cui una madre piange la perdita del figlio morto in guerra. 

Lungo tutta la sinfonia, la musica è lenta e contemplativa; il primo movimento prende la forma di un canone per archi, che dura più della metà della durata totale dell'opera (circa 50 minuti).
Autore in passato relativamente poco conosciuto in Occidente, la sua grande notorietà (anche presso un pubblico non necessariamente composto da "addetti ai lavori" e appassionati di musica contemporanea) è dovuta principalmente al successo inatteso riscosso della registrazione CD della Terza sinfonia da parte della London Sinfonietta (diretta da David Zinman, con Dawn Upshaw, soprano solista) distribuita dall'etichetta Elektra-Nonesuch (Warner) nel 1992. Nel 1999 la registrazione vinse il Premio Herder.
Per fare un esempio della consistenza di tale successo, il gruppo post-rock Godspeed You! Black Emperor ha a lungo utilizzato come titolo alternativo del suo pezzo Moya il nome stesso del compositore, e gli stessi collegamenti armonici del brano sono simili a quelli del primo movimento della Terza sinfonia.

Allo stesso modo uno dei singoli di maggior successo del duo inglese dei Lamb, pubblicato nel 1994, si chiama Gorecki, e in esso sono campionati movimenti della Terza sinfonia. Tuttavia questa notorietà non ha comportato una più larga diffusione e conoscenza delle altre composizioni del musicista.
In ogni caso, nonostante la portata di questo riconoscimento internazionale, Górecki rimane legatissimo al suo paese. Adrian Thomas ha scritto: « il passato musicale della Polonia, la sua Chiesa e la sua cultura tradizionale sono i pilastri indistruttibili su cui sono fondati la sua identità e le sue origini, così come quelle del suo paese ».
Górecki era sposato con la pianista Jadwiga Ruranska, dalla quale ha avuto due figli: Anna, pianista, e Mikolaj, compositore.
È morto nel 2010 all'età di 76 anni dopo una lunga malattia.

## Cultura di massa
Il secondo movimento della Sinfonia n. 3 "Dei canti lamentosi" op. 36, per soprano e orchestra (1976) è stata usata nella colonna sonora del celebre film americano "Beautiful Boy", diretto da Felix Van Groeningen con Timothée Chalamet, nel 2018.

## Opere scelte
- Quattro preludi, op. 1, per pianoforte (1955)
- Tre canti, op. 3 (1956)
- Sonata op. 6, per pianoforte (1956)
- Canti di gioia e ritmo op.7, per due pianoforti e orchestra da camera (1956)
- Sonata op. 10, per due violini (1957)
- Epitafium op. 12, per coro misto e strumenti (1958)
- Sinfonia n. 1 op. 14, per orchestra d'archi e percussioni (1959)
- Monologhi op. 16, per soprano e tre gruppi strumentali (1960)
- Tre pezzi in stile antico per orchestra d'archi (1963)
- Genesis III op. 19, monodramma per soprano, percussioni metalliche e sei contrabbassi (1963)
- Choros I op. 20, per orchestra d'archi (1964)
- Cantata op. 26, per organo (1968)
- Ad Matrem op. 29, per soprano, coro misto e orchestra (1971)
- Due canti sacri op. 30, per baritono e orchestra (1971)
- Sinfonia n. 2 "Copernicana" op. 31, per soprano, baritono, coro misto e orchestra (1972)
- Amen op. 35, per coro misto a cappella (1975)
- Sinfonia n. 3 "Dei canti lamentosi" op. 36, per soprano e orchestra (1976)
- Beatus Vir op. 38, per baritono, coro misto e orchestra (1979)
- Miserere op. 44, per coro misto a cappella (1981-1987)
- O Domina Nostra op. 55, per soprano e organo (1982-1985)
- Totus Tuus op. 60, per coro misto a cappella (1987)
- Good Night op. 63, per soprano, flauto, percussioni e pianoforte (1990)
- Male Requiem Dla Pewnej Polki op 66, per pianoforte e 13 strumenti (1993)
- Niech Nam Zyja I Spiewaja per ensemble vocale (2000)